# Filip el Jove
Filip el Jove, en llatí Philippus, en grec antic Φίλιππος, fou un poeta grec del que algun epigrama seu apareix a l'Antologia grega.
Fabricius el situa al segle v o al segle vi, i cita un epigrama titulat "in Amores sibi arridentes Constantinopoli", que se li atribueix, però que correspondria de fet més probablement al poeta Filip de Tessalònica. Fabricius l'anomena Filip Epigramàtic, com fa amb altres Philippus.